# Кубок Кремля 1991
Кубок Кремля 1991 — международный мужской теннисный турнир, проходивший в Москве с 2 по 10 ноября 1991 года в спорткомплексе «Олимпийский». Это был второй в истории Кубок Кремля и последний международный теннисный турнир на территории Советского Союза, который распался менее чем через 2 месяца после окончания турнира. Турнир имел категорию ATP World Series и был последним турниром этой категории в сезоне 1991 года (одновременно проходили турниры этой же категории в Сан-Паулу и Бирмингеме).
Второй год подряд турнир в одиночном разряде выиграл советский теннисист Андрей Черкасов.
Призовой фонд составил 330 тыс. долларов США. Генеральным партнёром турнира второй год подряд был Bayer.

## Соревнования

### Одиночный разряд
Андрей Черкасов победил  Якоба Хласека со счётом 7-62 3-6 7-65.

### Парный разряд
Эрик Йелен /  Карл-Уве Штееб победили  Андрея Черкасова /  Александра Волкова со счётом 6-4 7-6.
- Третий и последний парный титул ATP в карьере Штееба (все три были выиграны вместе с Йеленом)
- Пятый и последний парный титул ATP в карьере Йелена